# René Billotte
René Billotte (født 1846 i Tarbes, død 1914 i Paris) var en fransk maler.
Billotte, som var elev af Fromentin, har især vundet navn ved sine landskaber – i trist gråvejrs-
og tågestemning – fra Paris' umiddelbare omegn. I Luxembourg-Samlingen i Paris ses La neige à la porte d’Asnières, i Berlins Nationalgaleri Månen står op over stenbruddet i St Denis. På den internationale kunstudstilling i København 1897 sås Månen står op over stenbruddene ved Soisy.